# یلاشنیتسا (کنگاژواتس)
یلاشنیتسا (به صربی: Jelašnica) یک منطقهٔ مسکونی در صربستان است که در Knjaževac واقع شده‌است. یلاشنیتسا ۲۱۲ نفر جمعیت دارد.